# إدوارد كلارك (موسيقي)
إدوارد كلارك (بالإنجليزية: Eddie Clarke)  (و. 1950 – 2018 م) هو موسيقي، وعازف قيثارة بريطاني، ولد في تويكنهام، توفي في لندن، عن عمر يناهز 68 عاماً، بسبب ذات الرئة.

## وصلات خارجية
- إدوارد كلارك على موقع IMDb (الإنجليزية)
- إدوارد كلارك على موقع ميوزك برينز (الإنجليزية)
- إدوارد كلارك على موقع أول موفي (الإنجليزية)
- إدوارد كلارك على موقع أول ميوزيك (الإنجليزية)
- إدوارد كلارك على موقع ديسكوغز (الإنجليزية)
- إدوارد كلارك على موقع قاعدة بيانات الفيلم (الإنجليزية)
- إدوارد كلارك على موقع كينوبويسك (الروسية)